# Banchus nubilus
Banchus nubilus är en stekelart som beskrevs av Henry Keith Townes, Jr. 1978. Banchus nubilus ingår i släktet Banchus och familjen brokparasitsteklar. Inga underarter finns listade.